# Pesterwitzer Pesteiche

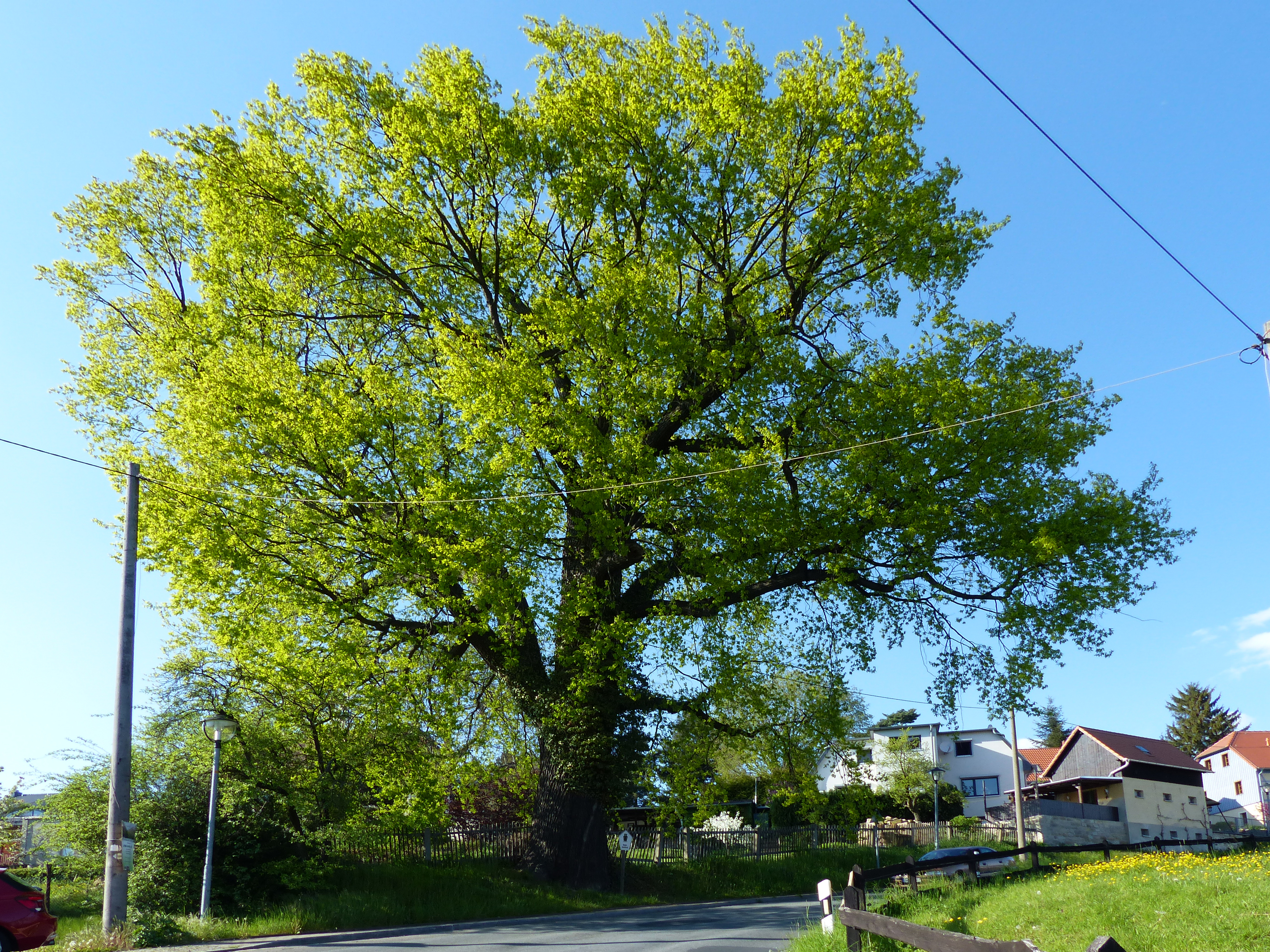
Ansicht von Süden (2016)

Die Pesterwitzer Pesteiche ist ein Naturdenkmal im Freitaler Stadtteil Pesterwitz. Sie steht an der Straße An der Winzerei am Ortseingang aus Richtung Zauckerode kommend unweit der St.-Jakobus-Kirche.

## Beschreibung
Die Stieleiche (Quercus robur) ist über 20 Meter hoch und hat einen Stammumfang von mehr als fünf Metern. Sie wurde im Jahr 1681 gemeinsam mit einigen weiteren, nicht mehr erhaltenen Bäumen von der Kirchengemeinde gepflanzt, um später ihr Holz verkaufen zu können. Während des Zweiten Weltkriegs sollte die Pesteiche gefällt und als Panzersperre verwendet werden.
Aufgrund ihrer Größe ist die Baumkrone mit Seilen gesichert, der Baum erhält 2023 zudem eine weitere Sicherung am Kronenansatz.
Die Pesteiche zählt zu den über 25 Naturdenkmalen in Freital. Ein ähnliches Alter weisen in der Umgebung die Wurgwitzer Sommerlinde sowie die Grenzeiche an der Kohlsdorfer Straße/Hammerbach auf. Auch diese Bäume sind eingetragene Naturdenkmale.

## Corona-Eiche
Die Interessengemeinschaft Geschichte Pesterwitz pflanzte 2021 eine junge Stieleiche in der Nähe der Alten Winzerei, um an den Brauch der Pesterwitzer Pesteichen anzuknüpfen.